# Mihelics Vid
Mihelics Béla Vid (Csátalja, 1899. január 7. – Budapest, 1968. december 20.) szociológus, szociálpolitikus, a Vigilia, az Új Ember és a Hazánk szerkesztője, a Demokrata Néppárt országgyűlési képviselője, a katolikus magyar értelmiség fontos szereplője.

## Pályafutása

### Ifjúkora és tanulmányai
Mihelics Márton jegyző és Rigler Etelka gyermeke. Ketten voltak testvérek.  Szülei hamar elhaláloztak, így árvaságra jutott. Ekkor nagybátyjához, Mihelics Károly gimnáziumi tanárhoz került Makóra. Római katolikus vallásban nevelkedett. Középfokú tanulmányait a városi főgimnáziumban kezdte meg. Egy évet a fiumei kereskedelmi tengerészeti akadémián is tanult, majd visszatért Makóra. A gimnáziumi hetedik osztályt azonban már Zircen töltötte, mert jelentkezett a ciszterci rendbe. (Ekkor vette fel a Vid, szerzetesi nevet.) Az érettségi vizsgáját az egri katolikus főgimnáziumban (feltehetően a mai Gárdonyi Géza Ciszterci Gimnáziumban) tette le 1917-ben.
Felsőfokú tanulmányait is a rend főiskoláján kezdte, de felszentelése előtt 1918-ban kilépett a rendből, és beiratkozott a Királyi Magyar Pázmány Péter Tudományegyetem Bölcsészettudományi Karára. Újkori világtörténelmet, magyar történelmet és irodalomtörténetet hallgatott. 1922-ben végzett, bölcsészdoktori oklevelet szerzett. De tanulmányai ezzel még nem értek véget. A párizsi katolikus egyetemen egy évig erkölcsbölcseleti és szociológiai tanulmányokat folytatott. Hazaérkezve ismét beiratkozott a Királyi Magyar Tudományegyetemre, de immáron a jog- és államtudományi karra, ahol 1928-ban szerzett jogi doktorátust. 1932-ben az egyetem közgazdaság-tudományi karán, 1935-ben pedig a jog- és államtudományi karán szerzett magántanári képesítést szociálpolitikából és társadalombölcseletből. 1927-ben a Genfben megtartott Nemzetközi Pénzügyi és Gazdasági Konferencián szakértőként képviselte hazánkat. 1931-től a Magyar Társadalomtudományi Társulat titkárává választották, majd tagja lett a Magyar Szociálpolitikai Társaságnak is. 1938-ban pedig fölvételt nyert a Szent István Akadémiába. Beszélt angolul,franciául, németül, olaszul és portugálul, olvasott latinul és ógörögül.

### Közéleti szerepvállalása 1945 előtt
A tudományos tevékenysége mellett az 1930-as évektől folyóirat-szerkesztéssel is foglalkozni kezdett. 1923 és 1944 között rendszeres szerkesztője lett az Új Nemzedék-nek és a Nemzeti Újság-nak. 1925-től a Vox Academica-ban is írt külpolitikai témákban. Az 1931-ben létrejövő Korunk Szava folyóirat szerkesztőbizottsági tagja. Majd 1935-ben azokkal tart, akik a lapból kiválnak és létrehozzák az Új Kor című keresztényszociálpolitikai folyóiratot. 1934 és '40 között pedig a Katolikus Szemle szerkesztője. 1938-tól 1940-ig Vas és Komárom vármegye szociális tanácsadója volt. 1941-től a Magyar Sajtótudományi Társaságon belül elvállalta a Sajtófőiskola vezetését. 1941 és 1945 között pedig az Iparügyi Minisztérium sajtóelőadója.

### Politikai pályája
A második világháború elmúltával 1945-ben ott folytatta, ahol a front előtt abbahagyta. 1945 és '47 között a Magyar Közlöny, 1946-tól pedig az Új Ember szerkesztője. Szintén 1946-ban nevezték ki az Egri Érseki Jogakadémia rendes tanárának. Elkötelezett keresztényszocialista irányultságának és ismertségeinek köszönhetően csatlakozott a Demokrata Néppárthoz. Az 1947. augusztus 31-i országgyűlési választásokon Heves és Nógrád-Hont vármegyei választókerületből bekerült az Országgyűlésbe. Főszerkesztője lett a párt lapjának, a Hazánk-nak. A DNP Világnézeti Akadémiájának is rendszeres előadója volt. Az egri közélet fontos szereplőjeként tevékenykedett, jó barátságban állt Czapik Gyula egri érsekkel is. 1949 elején, amikor a párt vezetésében többen, köztük Barankovics István is emigrálni kényszerült, ő volt az, aki bejelentette a DNP működésének beszüntetését.

### A diktatúra idején
Mandátumának megszűnte után visszavonult a katolikus újságírás meghagyott fórumaiba. Haláláig az Új Ember és a Vigilia szerkesztőjeként dolgozott. Már országgyűlési munkája alatt kiterjedt ügynökhálózat figyelte tevékenységét, a róla készült feljegyzések aggasztóan részletesek és egyben szomorúan egysíkúak. Ezekben az iratokban úgy olvasható, mintha Mihelics külföldre szökése is tervben lett volna, ez azonban nem valósult meg, mindvégig itthon maradt. Egy ügynök jelentése szerint 1950-ben így vallott a hazai politikai mozgástérről: „A katolikus politikának ma egyetlen lehetősége az, hogy depolitizálni kell a sajtót és a mozgalmat. Nincs értelme a további kísérletezésnek a rendszerrel szemben, mert a fennálló veszedelem nem áll arányban az esetleg elérhető sikerrel. Ma az események már túlnőttek rajtunk, s ma minden igyekezettel azon kell lenni, hogy átmenthessük magunkat.”
Az 1956-os forradalom idején újra bekapcsolódott a politikai eseményekbe, és részt vett a Demokrata Néppárt újjászervezésében, beválasztották a párt vezetőségébe is. Miután Nagy Imre kormánya bevezette a többpártrendszert a DNP itthon maradt vezetőivel Farkas Dénessel, Keresztes Sándorral és Székely Imre Kálmánnal közösen adták ki azt a nyilatkozatot, amelyben a párt meghirdette tevékenységét, és az '56-os eseményeket támogatva, de Nagy Imre kormányával szemben ellenzékként foglaltak állást. Egy szám erejéig feléledt a Hazánk című pártlap, amelynek ismételten ő lett a szerkesztője. November 4-e után a DNP-s részről ő is aláírta a Bibó István által szerkesztett memorandumot (Nyilatkozat Magyarország állami, társadalmi és gazdasági rendjének alapelveiről és a politikai kibontakozás útjáról), amelyet az indiai nagykövetnek, K.P.S. Menonnak nyújtottak át.  Kapcsolatba került Gimes Miklóssal, aki a szovjet csapatok bevonulása után Október Huszonhatodika címmel illegális újságot szerkesztett. A megtorlások idején két hónapig 1957 októberében és novemberében vizsgálati fogságban volt, de végül nem indult ellene eljárás. Az '56 november elején megjelent egyetlen Hazánk lap miatt nem lehetetlenítették el újságírói tevékenységét, csak szigorú megrovásban részesült.
1962-ben a magyar delegáció tagjaként részt vett a Második vatikáni zsinat első ülésszakán. Ekkor Molnár Béla néven a magyar hírszerzés ügynöke volt.
1968-ban bekövetkezett haláláig az Új Ember és a Vigilia újságírójaként dolgozott.

## Politikai gondolkodása
1922-ben Mussolini hatalomra kerülését, és az olasz politikai fordulatot kezdetben üdvözölte, de később elutasította a fasiszta politikai eszmét. Könyvekben, újságcikkekben, előadásokon az egyház társadalmi tanítását ismertette és a neokatolicizmus jegyében egyházi és szociális reformokat sürgetett az országban. Rokonszenvvel fordult a portugál politikai fordulathoz, ahol Salazar a Quadragesimo anno kezdetű szociális enciklika elveit felhasználva keresztényszocialista (ám autokratikus) államot épített. A perszonalizmushoz hasonlóan Mihelics Vid is középutat jelölt ki a kereszténydemokrata politikának. Ő azonban nem filozófiai szemlélődés, hanem szociológiai szempontból különböztetett meg három irányt, ahol az individualizmus teljességgel az egyént, míg a szocializmus teljességgel a közösséget helyezi a központba. A keresztény társadalomszemlélet ezzel szemben – vallotta – a kettő egyensúlyát keresi, nem középutas kompromisszumos megoldásként, hanem egyéni eszmerendszert hirdetve a természetjog talaján állva.
Politikai felszólalásaiban – a parlamentben valamint a Hazánk hasábjain – hitet tett a szocializmus értékei mellett, de azt keresztény alapokkal kiegészítve fogadta el. Amikor 1956. november 4-én a cenzúra rabságából kitörve szabadon fogalmazhatta meg nézeteit a kereszténydemokrata elvek tükrében a demokratikus szocializmus programját támogathatónak vallotta. A szabadságharc bukásának sokkja után végleg visszavonult a politikai kiútkereséstől és a vallás- és kultúraközi párbeszéddel kezdett foglalkozni. (Éppen akkoriban, amikor boldog VI. Pál pápa Ecclesiam suam kezdetű enciklikájában meghirdette a párbeszéd kultúráját.)

## Fő művei
- Mihelics Vid: Az olasz munkaalkotmány. Budapest: Dunántúl Nyomda. 1927.
- Mihelics Vid: Az új szociális állam: Társadalompolitikai és gazdasági rendezések Európa legújabb alkotmányaiban. Budapest: Szent István Társulat. 1931.
- Mihelics Vid: Keresztényszocializmus. Budapest: Magyar Szemle Társaság. 1933.
- Mihelics Vid: A szociális kérdés és a szocializmus. Budapest: Kellner Nyomda. 1935.
- Modern katolikus fejek. Budapest, 1936
- Mihelics Vid: Az új Portugália. Budapest: Franklin. 1938.
- Mihelics Vid: Katolikus tanítás a tulajdonjogról. Budapest: Korda Nyomda. 1946.  = Új Ember kiskönyvtára,  3.
- Eszmék és tények. A Mihelics Vid halálának 50. évfordulójára rendezett emlékkonferencia előadásai & Mihelics Vid írásai; szerk. Frenyó Zoltán; Barankovics István Alapítvány–BTK–Gondolat, Budapest, 2020 (75 éves a Kereszténydemokrata Néppárt)
- Szociális etika és szociális politika. Válogatott szociálpolitikai és szociográfiai írások; szerk. Frenyó Zoltán; TIT Kossuth Klub Egyesület, Budapest, 2021